# Nikon AF Nikkor 50 mm f/1.8D
Nikon 50 mm f/1.8D AF Nikkor je klasični Nikonov objektiv s fiksno goriščnico. Objektiv z goriščnico 50 mm je standardni objektiv za format 135 film. Objektiv velja za enega najostrejših objektivov, ki jih proizvaja podjetje.

## Opis
Objektiv je na trg prišel 21. februarja 2002.
Na nikonovem DX formatu DSLR je goriščnica objektiva cca. 75 mm, saj je faktor povečave pri teh aparatih 1,54. Zaradi goriščne razdalje in kvalitetne izdelave ter ostrine posnetkov se je ta objektiv uveljavil za uporabo pri portretni fotografiji.
Objektiv nima vgrajenega lastnega motorčka za ostrenje, zaradi česar avtomatsko fokusiranje deluje le na aparatih, ki imajo motorček vgrajen v ohišje. Avtomatsko ostrenje tako ne deluje na modelih D40, D60, D3000 in D5000.